# Felix Hoppe-Seyler
Ernst Felix Immanuel Hoppe-Seyler (født 26. december 1825 i Freyburg, død 11. august 1895) var en tysk fysiologisk kemiker. 
Hans familienavn var Hoppe; men da han tidlig mistede begge sine forældre, kom han i huset 
hos sin Svoger, Præsten Dr. Seyler, og blev adopteret af denne (rigtignok først, da H. 
var 39 Aar og allerede Prof. i Tübingen). Efter at have gennemgaaet det strenge Gymnasium 
i det Francke’ske Vajsenhus i Halle begyndte han at studere Medicin ved Univ. i denne By, 
fortsatte sine Studier i Leipzig (hvor han især blev knyttet til Brødrene Weber) og 
afsluttede dem i Berlin (1850) med en Doktordisputats om Bruskens Bygning og Kemi. I nogle 
Aar arbejdede han som praktisk Læge, men opgav snart dette og modtog (1855) Virchow’s 
Tilbud om at overtage Posten som Prosektor og kem. Assistent ved det ny 
patologisk-anatomiske Institut i Berlin. 1861 blev H. udnævnt til Prof. i anvendt Kemi i Tübingen, 
og da efter Erobringen af Alsace-Lorraine det nye tyske Univ. blev grundet i Strassbourg, 
blev H. kaldet hertil (1872). 11 Aar senere kunde han indvie det nye, prægtige, 
fysiologisk-kem. Universitetslaboratorium. H.’s videnskabelige Virksomhed strækker sig over næsten 
alle Omraader af den fysiologiske Kemi og mange Punkter af den patologiske. 
Overvejende har han beskæftiget sig med de dyriske Organismers, men har ogsaa givet Bidrag til 
Planternes Kemi. Hans Undersøgelser har paa mange Punkter bidraget mægtig til 
Udviklingen af vor Kundskab om de levende Væseners Stofomsætning.